# احمد سیدنا
احمد سیدنا (با نام اصلی «سید احمد سیدنا») (زاده ۶ مرداد ۱۳۲۷ – درگذشته ۲۵ خرداد ۱۳۹۷) طنزپرداز ایرانی و از مدیران سابق وزارت امور اقتصادی و دارایی غرب تهران بود.

## تولد
احمد سیدنا در تاریخ ششم مرداد ماه ۱۳۲۷ در تنکابن در شمال ایران به دنیا آمد. پدر او خراسانی و مادر او از اهالی گیلان بود. او در دوران خردسالی، پدر خود، سید علی که از کارمندان وزارت امور اقتصادی و دارایی بود را از دست داد. سپس با مادر و خانواده مادری خود به تهران مهاجرت  کرد.

## فعالیت های طنز پیش از انقلاب
احمد سیدنا در سال ١٣۴۵ در ١٨ سالگی به هیأت تحریریه اصلی نشریه طنز توفیق دعوت شد و با طنزپردازان آن دوره همچون ابوالقاسم حالت، ابوتراب جلی، عباس فرات، غلامرضا روحانی، بهاءالدین خرمشاهی، محمد حاجی‌حسینی، حسین گلستانی، و همچنین پرویز شاپور، مرتضی فرجیان، کیومرث صابری فومنی، عمران صلاحی، مسعود کیمیاگر، منوچهر احترامی، محمدعلی گویا، احمد عربانی، کامبیز درم‌بخش، ناصر پاک‌شیر به طنزپردازی پرداخت. همکاری احمد سیدنا با نشریه توفیق تا پایان فعالیت آن نشریه ادامه داشت .
نخستین کوشش‌های احمد سیدنا در تولید محتوای طنز در توفیق عبارت بودند از ستون‌های لطیفه، مونولوگ و دیالوگ‌های طنز، ضرب‌المثل‌های روز و تحلیل طنزآمیز اخبار روز که او با نامهای مستعار «ا - س»، «دم‌بریده» و «خیارچمبر»  منتشر می نمود. خلاقیت‌های سیدنا در تولید محتوای طنز به گونه ای بود که ردپای ستون‌های طنزی که در دهه چهل و پنجاه توسط وی طراحی و ابداع شدند، هنوز هم کم‌وبیش در نشریات طنز امروز یافت می‌شود . طنزهای سیدنا اغلباً کوتاه، از لحاظ کمیتی پرشمار و از لحاظ کیفیتی بسیار متنوع بودند. خلق ترکیب‌های طنزآمیز در قالب جوک و لطیفه از اخبار عادی روز و ساخت انواع قالب‌های جدید ازجمله «مینی نمایش‌نامه»، جدول طنز «کار بیکاری» و «نیازمندی‌های طنز» از نقاط قوت کار او بودند.
در ۱۳۵۶، سیدنا همچنین بعنوان روزنامه نگار در نشریه پیک روز که نشریه داخلی سازمان رادیو تلویزیون ملی ایران بود، فعالیت نمود. از جمله فعالیتهای خبرنگاری او در این نشریه می توان به مصاحبه او با نجف دریابندری و حبیب الله روشن زاده اشاره کرد .
با توقیف نشریه توفیق در سال ١٣۵٠، سیدنا به مجله کاریکاتور به سردبیری محسن دولو  پیوست. او پس از زمانی کوتاه به یکی از نویسندگان اصلی هیأت تحریریه کاریکاتور بدل گردید. به قول همکارانش همکارانش او جوانی باذوق بود که تخصصش انگولک به جراید بود . در کاریکاتور، سیدنا با ستونهایی با مضامین اجتماعی، فرهنگی و هنری قلم میزد. این ستون های ثابت عبارت بودند از:
«سرآشپز کاریکاتور تقدیم می‌کند»، «پاسخگوی اجتماعی کاریکاتور پاسخ میدهد»، «شوخی هفته»، «میون کلامتون شکر»، «کلاس تقویتی»، «انشاهای یک بچه مدرسه‌ای»، «از من بپرس بهت میگم»، «شوخی با نشریات»، «آلبوم هفته»، «معرکه گیری»، «نیازمندیهای کاریکاتور»، «حرف‌های بیکاری» و «خبرهای داغ داغ و سرد سرد».

## فعالیت های طنز پس از انقلاب
پس از انقلاب سیدنا با توجه به تخصص در ساخت نمایش‌نامه‌ها و لطیفه‌های کوتاه به رادیو پیوست و برای مدتی بعنوان نویسنده برنامه «صبح جمعه» رادیو فعالیت نمود . در مقطعی نیز با مجله طنز فکاهیون به سردبیری ابوالقاسم صادقی در کنار برخی از اعضای هیأت تحریریه سابق مجله توفیق در کنار جواد علیزاده، بهمن عبدی، احمد عربانی، خسرو شاهانی، محمد پورثانی و اسماعیل آتشی فعالیت نمود.

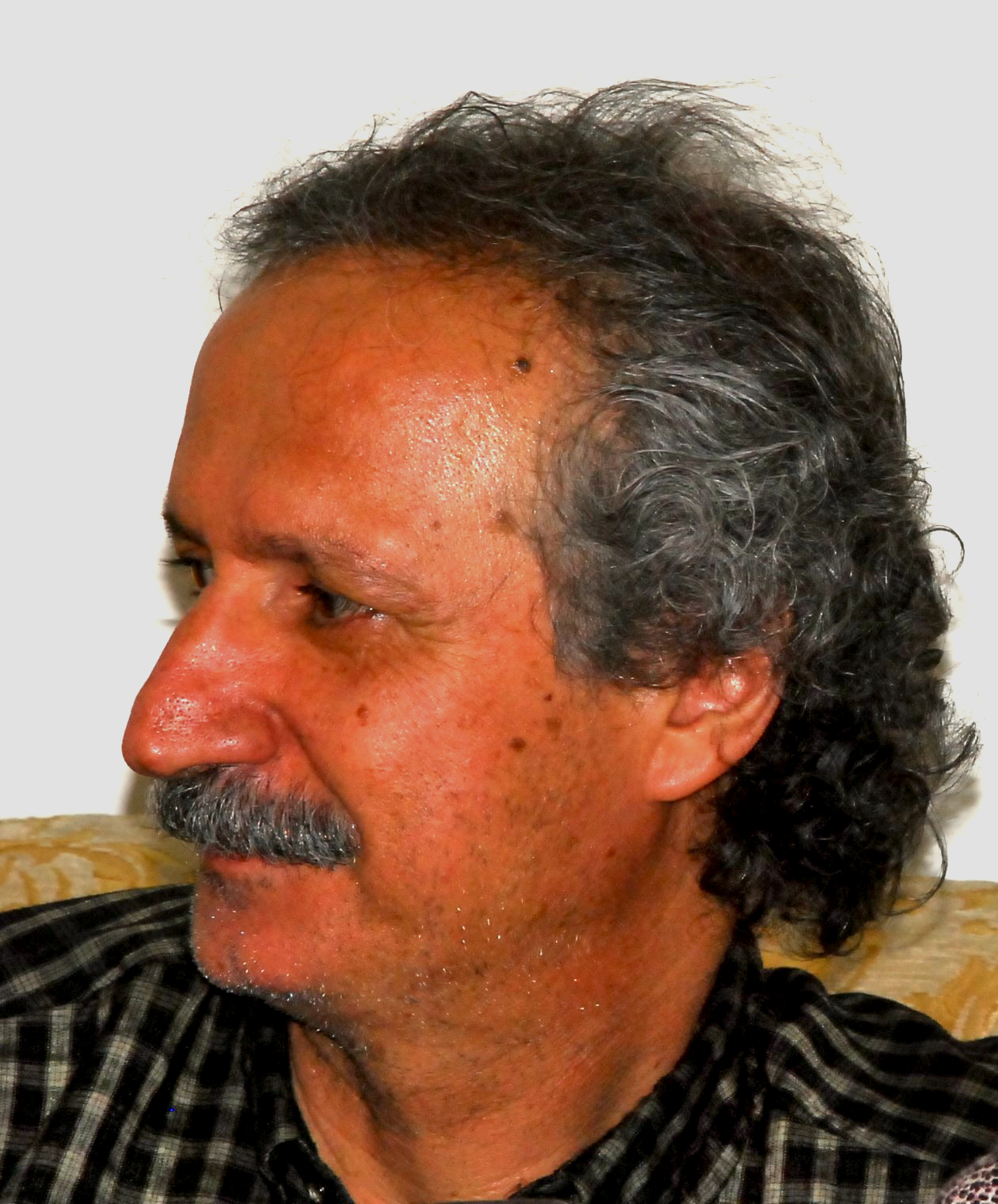
احمد سیدنا، مهر ۱۳۸۱

در اوایل دهه هفتاد، احمد سیدنا با دعوت مرتضی فرجیان (رییس جلسات هیات تحریریه توفیق و سردبیر نشریه های فکاهیون و خورجین ) به هیأت تحریریه نشریه طنز گل‌آقا پیوست . در گل‌آقا، سیدنا علاوه بر اسامی مستعار پیشین خود، با اسامی مستعار دو پسرش «آقاعماد»، «علیرضاخان» و نیز «احمد آقا» قلم زد. در گل‌آقا سیدنا بار دیگر به گزیده‌نویسی به سبک دوره توفیق بازگشت. ستون «شوخی با مطبوعات» او نشان می دهد که هر هفته سیدنا سوژه‌هایش را از میان تیترهای ده‌ها عنوان روزنامه و مجله انتخاب می‌کرده است . از جمله ستونهای طنز محبوب او در دوران گل آقا «سبدیات» و «نیازمندیهای عمومی» بودند. سیدنا تا تعطیلی هفته نامه گل آقا در آبان سال ۱۳۸۱ عضو هیأت تحریریه اصلی این نشریه بود. پس از فوت کیومرث صابری فومنی، فعالیتهای طنز سیدنا کاهش یافت. به گفته نزدیکان وی، دلیل این امر تا حد زیادی آزرده خاطری او از سیاست های جدید هفته نامه پس از فوت صابری فومنی و دلشکستگی او از بازی نگرفتن پیشکسوتهای طنز بود. پس از تعطیلی مؤسسهٔ گل آقا در سال ۱۳۸۷، فعالیت های طنز احمد سیدنا نیز به طور کامل به پایان رسید. 
علی‌رغم گذشت سالها، دوستی او با حسن توفیق، یکی از مدیران مسئول مجله توفیق و بزرگ‌ترین برادر از برادران توفیق همواره پابرجا بود.

## زندگی و شخصیت
احمد سیدنا پس از اتمام تحصیلات مقطع متوسطه در دبیرستان طباطبایی تهران، به تحصیل در رشته زبان و ادبیات فارسی در دانشکده زبان و ادبیات خارجی (دانشگاه علامه طباطبایی فعلی) پرداخت و پس از پایان تحصیلات در مقطع کارشناسی، در وزارت امور اقتصادی و دارایی مشغول به کار شد. او همزمان به فعالیت هنری خود ادامه داد. سیدنا در سال ۱۳۵۶ با شهلا قاضی نوری، هم دانشگاهی خود و دختر کوچکتر تاجری فرهنگی ازدواج کرد. سیدنا از اواسط دهه هفتاد تا زمان بازنشستگی اش، یکی از مدیران ارشد اداره کل امور مالیاتی غرب تهران بود و سالها بعنوان ممیز کلّ مالیاتی حوزه غرب تهران به فعالیت مشغول بود. پس از بازنشستگی، سیدنا مدتی در دفتر خود واقع در غرب تهران، به عنوان مشاور مالیاتی مشغول به کار بود.
سیدنا گزیده‌گو، حاضرجواب و نازک‌اندیش بود و شخصیتی بسیار آرام و حساس داشت. بعقیده همکارانش، او "حرفه ای، نجیب و مهربان" بود . او کم حرف بود و معتقد بود "حرف زیادی موجب فساد می شود." او در عین سرشناسی میان اهالی طنز، امّا زندگی دور از حاشیه‌ای داشت. به عقیده او "وظیفه طنز خنداندن مردم نیست بلکه وظیفه‌اش آگاهی دادن به آنان است؛ البته این نوع وظیفه باید با نوعی پختگی و متانت همراه باشد. طنزنویس قصدش از میان برداشتن ناهنجاری‌ها و یا لااقل اصلاح آنهاست. قصدش طعنه‌زدن و کنایه است و چه بهتر که این کار به دور از هر نوع پرخاشگری باشد ."
به گفته عمادالدین قریشی، سیدنا "گنجینه ای از تاریخ شفاهی مطبوعات طنز ایران بود ولی هرگز فرصت نکرد تا گزیده ای از آثارش را منتشر کند ."

## درگذشت
احمد سیدنا در ظهر ۲۵ خرداد ۱۳۹۷ بدلیل بیماری در سن ۶۹ سالگی در تهران درگذشت. او در قطعه نام‌آوران بهشت زهرا به خاک سپرده شد.

## تقدیر و یادبودها
لوح یادبود ششمین جشنواره مطبوعات
مراسم یادبود و گرامیداشت هنرمندان در گذشته سال ۱۳۹۷ با عنوان «آیین چراغ، خاموشی نیست»